# Dictyna simoni
Dictyna simoni là một loài nhện trong họ Dictynidae.
Loài này thuộc chi Dictyna. Dictyna simoni được Alexander Petrunkevitch miêu tả năm 1911.